# Isodon umbrosus
Isodon umbrosus là một loài thực vật có hoa trong họ Hoa môi. Loài này được (Maxim.) H.Hara mô tả khoa học đầu tiên năm 1948.

## Hình ảnh